# Cato Guldberg
Pour les articles homonymes, voir Guldberg.
Cato Maximilian Guldberg, né le 11 août 1836 à Christiania, aujourd'hui Oslo et mort le 14 février 1902 dans la même ville, est un chimiste et mathématicien norvégien. Il est l'auteur avec son compatriote et beau-frère Peter Waage de la loi d'action de masse.

## Biographie
Guldberg et Waage publient le fruit de leurs recherches empiriques à la paillasse sur les réactions réversibles en 1864 sous le titre "Études sur les affinités chimiques". Ils exposent ensemble la loi d'action de masse qui généralise l'influence des variations de concentrations sur les équilibres chimiques en milieu homogène. Van t'Hoff la reprend, sait la développer, l'explicite en 1887 et la fait reconnaître comme fondamentale.
En 1890, Guldberg énonça la règle empirique selon laquelle le point d'ébullition d'un liquide est aux deux-tiers de la température critique exprimée en kelvin,.

## Distinctions
- Commandeur de l'ordre de Saint-Olaf.
- Chevalier de l'ordre de Dannebrog
- Chevalier de l'ordre royal de l'Étoile polaire.
- Chevalier de l'ordre de Vasa